# NGC 4876
NGC 4876 ist eine 14,4 mag helle Elliptische Galaxie mit aktivem Galaxienkern vom Hubble-Typ E5 im Sternbild Haar der Berenike am Nordsternhimmel. Sie ist schätzungsweise 299 Millionen Lichtjahre von der Milchstraße entfernt und hat einen Durchmesser von etwa 55.000 Lichtjahren.

Die Galaxie ist Mitglied der NGC 4874-Galaxiengruppe und des Coma-Galaxienhaufens.
Im selben Himmelsareal befinden sich u. a. die Galaxien NGC 4872, NGC 4875, IC 3973, IC 3998.
Das Objekt wurde am 16. Mai 1885 von Guillaume Bigourdan entdeckt.